# Ellinor Rosenquist
Ellinor Josefina Rosenquist, född 14 juli 1989 i Norrköping, är en svensk friidrottare (sjukamp). Hon vann år 2010 och 2011 SM-guld i sjukamp. 
Vid junior-EM i Hengelo i Nederländerna år 2007 kom Rosenquist på 16:e plats i sjukamp med 5 194 poäng.
Ellinor Rosenquist deltog vid U23-EM i Ostrava, Tjeckien 2011 och kom då på en trettonde plats med 5 359 poäng.

## Personliga rekord
| Utomhus - 100 meter – 13,23 (Norrköping 20 juli 2011) - 200 meter – 25,79 (Hengelo, Nederländerna 21 juli 2007) - 200 meter – 25,91 (Visby 9 juni 2007) - 800 meter – 2:13,99 (Tallinn, Estland 27 juni 2010) - 100 meter häck – 14,81 (Tallinn, Estland 26 juni 2010) - 400 meter häck – 1:02,60 (Karlskrona 16 juni 2009) - Höjd – 1,76 (Seinäjoki, Finland 4 juni 2011) - Längd – 6,08 (Seinäjoki, Finland 5 juni 2011) - Längd – 6,16 (medvind) (Tallinn, Estland 27 juni 2010) - Kula – 11,78 (Seinäjoki, Finland 4 juni 2011) - Spjut – 43,75 (Seinäjoki, Finland 5 juni 2011) - Sjukamp – 5 692 (Tallinn, Estland 27 juni 2010) | Inomhus - 60 meter – 8,00 (Eskilstuna 6 januari 2009) - 200 meter – 25,99 (Eskilstuna 6 januari 2010) - 400 meter – 58,16 (Sätra 8 februari 2009) - 800 meter – 2:19,81 (Norrköping 6 januari 2011) - 800 meter – 2:21,13 (Sätra 7 mars 2010) - 60 meter häck – 8,99 (Norrköping 30 januari 2010) - 60 meter häck – 9,18 (Sätra 7 mars 2010) - Höjd – 1,74 (Sätra 7 mars 2010) - Längd – 5,97 (Sätra 28 februari 2010) - Längd – 5,83 (Sätra 7 mars 2010) - Kula – 11,77 (Sätra 7 mars 2010) - Femkamp – 4 028 (Sätra 7 mars 2010) |

### Fotnoter
1. ↑  ”I nya klubbdräkter 2009”. friidrott.se. 16 oktober 2008. Arkiverad från originalet den 28 oktober 2016. https://web.archive.org/web/20161028154039/http://www.friidrott.se/nyheter.aspx?id=8879. Läst 27 oktober 2016.
2. ↑  ”Tävlingsårsskiftesövergångar 15 november 2008”. friidrott.se. 22 oktober 2008. Arkiverad från originalet den 21 november 2016. https://web.archive.org/web/20161121045327/http://www.friidrott.se/forbundsinfo/overgangar/arsskifte0809.aspx. Läst 20 oktober 2017.
3. ↑  ”SM i mångkamp 2007”. Arkiverad från originalet den 17 november 2015. https://web.archive.org/web/20151117021705/http://www.nbisfri.se/resultat/2007/070804smmkamp.htm. Läst 19 april 2013.
4. ↑  ”Resultatbilaga 2010” ( PDF). Svenska Friidrottsförbundet. sid. 8. Arkiverad från originalet den 11 augusti 2020. https://web.archive.org/web/20200811063518/https://www.friidrott.se/docs/resultatbil10b.pdf. Läst 11 augusti 2020.
5. ↑  ”SM i mångkamp 2011” (htm). idrottonline.se. Arkiverad från originalet den 5 april 2015. https://web.archive.org/web/20150405123345/http://www5.idrottonline.se/ImageVaultFiles/id_411236/cf_99342/resultat.HTM. Läst 17 april 2013.
6. ↑  ”SM mångkamp 2007, resultat”. bollnasfik.com. Arkiverad från originalet den 12 april 2015. https://web.archive.org/web/20150412195036/http://www.bollnasfik.com/ism/resultat.php. Läst 6 april 2015.
7. ↑  ”SM mångkamp 2010, resultat”. friidrott.se. Arkiverad från originalet den 2 juli 2012. https://web.archive.org/web/20120702174258/http://www.friidrott.se/tavling/sfifarr/ismhep10/resultat.aspx. Läst 20 juli 2012.
8. ↑  ”SM mångkamp 2011, resultat”. tjalve.nu. Arkiverad från originalet den 6 april 2015. https://web.archive.org/web/20150406012756/http://www.tjalve.nu/cms/Resultat/resultat.html. Läst 19 juli 2012.
9. ↑  Sveriges befolkning 1990, CD-ROM, Version 1.00, Riksarkivet (2011)
10. ↑  ”ELLINOR ROSENQUIST”. nt.se. 19 februari 2011. Arkiverad från originalet den 18 april 2013. https://archive.today/20130418172548/http://www.nt.se/sport/artikel.aspx?ArticleID=6663970. Läst 27 oktober 2016.
11. ↑  ”European Athletics U20 Championships - Hengelo 2007” (på engelska). european-athletics.org. http://www.european-athletics.org/competitions/european-athletics-u20-championships/history/year=2007/results/index.html#. Läst 15 november 2017.
12. ↑  ”European Athletics U23 Championships - Ostrava 2011” (på engelska). european-athletics.org. http://www.european-athletics.org/competitions/european-athletics-u23-championships/history/year=2011/results/index.html. Läst 19 oktober 2017.
13. 1 2 3 4 5 6 7 8 9 10 11 12 13 14 15 16 17 18 19 20  ”Personsida på AllAthletics”. all-athletics.com. Arkiverad från originalet den 28 oktober 2016. https://web.archive.org/web/20161028215346/http://www.all-athletics.com/node/148778. Läst 28 oktober 2016.
14. 1 2 3 4 5 6 7 8 9 10 11 12 13 14  ”Personsida hos IAAF”. iaaf.org. https://www.iaaf.org/athletes/sweden/ellinor-rosenqvist-239710. Läst 28 oktober 2016.